# Mohawská stezka

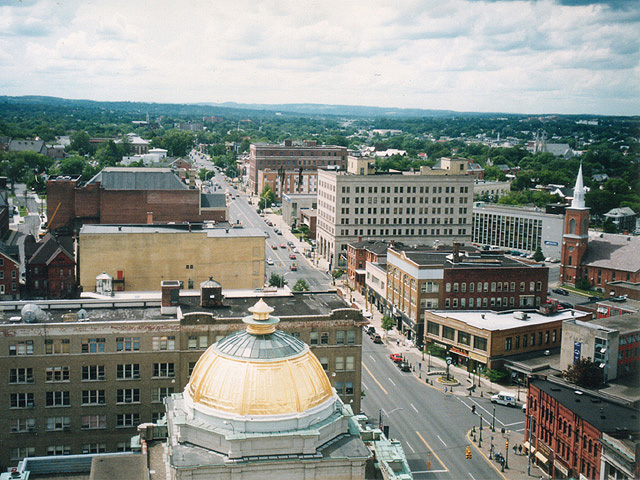
Mohawská stezka

Mohawská stezka (nebo též stezka Irokézů, cesta Seneců či velká stezka Genesee; ang. Mohawk Valley) je komunikace v USA spojující řeku Hudson a východní pobřeží kontinentu s jezerem Erie (a tudíž s celou oblastí Velkých jezer). Využívala údolí řeky Mohawk k překonání horského pásma oddělujícího pobřežní oblast od vnitrozemí.
Od 17. století ji využívali holandští a později angličtí obchodníci s kožešinami, kteří procházeli od východu k západu, i Indiáni, přicházející se svými kožešinami do Albany. Z celé jezerní oblasti mířili do Oswega na jezeře Ontario a odtud dále po řece Oswego s několika nebezpečnými úseky peřejí s malými vodopády do vnitrozemí až k jezeru Oneida a dál proti toku Wood Creeku. Asi dvoukilometrovou portáží (v období sucha se však mohla protáhnout až na šestinásobek!) se pak dostali k Mohawku, odkud se dále otevírala cesta k Hudsonu. Cestovatele a obchodníky zde čekaly dvě další portáže u Little Falls a Cohoes Falls, kde i za normálního průtoku prudké peřeje prakticky znemožňovaly plavbu. Kromě této vodní cesty používali Irokézové i cestu po souši vedoucí od Niagarských vodopádů (v jejichž okolí se nalézaly nejdůležitější vesnice irokézského svazu) přímo k východu po trase vymezené dnešními městy Batavie, Canadaigua, Auburn, Syracuse a Oneida.
Poté, co tak urazili přibližně sto padesát kilometrů, zamířili k dnešní Utice a odtud na východ k Mohawku, jehož tok sledovali až k Albany. Právě tato trasa se stala v 18. století předmětem zápasu mezi Francouzi a Brity, a obě strany zde usilovně budovali pevnůstky, jakou byla francouzská pevnost na Niagaře či britské Oswego. Není vůbec náhodou, že právě v této mimořádně strategicky důležité oblasti odehrávaly těžké boje za francouzské či indiánské války, ale také v době války za nezávislost Spojených států.
Po dosažení nezávislosti si úřady nového státu uvědomovaly důležitost komunikace pro kolonizaci pohraniční oblasti a středozápadu. Proto zde od přelomu století usilovali o vybudování moderních štěrkových cest, kde mělo mýtné sloužit několika soukromým společnostem k získání prostředků na další stavbu a na udržování stávající komunikace. Objevily se také plány na vybudování Erijského průplavu sledujícího trasu irokézské stezky. V roce 1831 byla zahájena stavba železnice mezi Albany a Schenectady, která se v roce 1853 stala součástí tratě mezi New Yorkem a Buffalem.
Až do ukončení stavby pacifické železnice procházel mohawskou cestou hlavní proud migrace mířící z velkých měst na východním pobřeží na středozápad a západ i na území Kanady. Mohawská cesta tak patří v historii amerického kontinentu k nejdůležitějším komunikacím vůbec.